# 1991 BA
1991 BA là một tiểu hành tinh dài hơn một km, được phân loại là vật thể gần Trái Đất thuộc nhóm Apollo, lần đầu tiên được quan sát bởi Spacewatch vào ngày 18 tháng 1 năm 1991, và cách 160.000 km (100.000   mi) từ Trái Đất. Hành tinh này có khoảng cách ít hơn một nửa khoảng cách của Trái Đất đến Mặt trăng.

## Miêu tả
1991 BA có đường kính khoảng 5 đến 10 mét (15 đến 30 ft)  và được liệt kê trong Bảng rủi ro Sentry. Nó đi theo quỹ đạo rất lệch tâm (0,68), độ nghiêng thấp (2,0 °) trong thời gian 3,3 năm, nằm trong khoảng từ 0,71 đến 3,7 AU tính từ Mặt trời. 1991 BA, tại thời điểm phát hiện ra nó, là tiểu hành tinh nhỏ nhất và gần nhất được xác nhận bên ngoài bầu khí quyển của Trái Đất. 1991 BA quá mờ nhạt để được quan sát ngoại trừ trong khi tiếp cận gần Trái Đất và được coi là bị thất lạc.

## Tác động có thể
Bản sao ảo của tiểu hành tinh phù hợp với vùng không chắc chắn trong quỹ đạo đã biết cho thấy khả năng nó là 1 trong 1.961.000 tiểu hành tinh sẽ tác động đến Trái Đất vào ngày gày 18 tháng 1 năm 2023. Người ta ước tính rằng một tác động sẽ tạo ra một vụ nổ không khí trên bầu trời tương đương với 19 kt TNT, gần bằng với Fat Man của Nagasaki. Tiểu hành tinh sẽ xuất hiện dưới dạng một quả cầu lửa sáng và mảnh vỡ trong không khí vỡ thành những mảnh nhỏ hơn sẽ rơi xuống đất với vận tốc cuối tạo ra một trường thiên thạch rải rác. Tác động của các đối tượng có kích thước này được ước tính xảy ra khoảng một lần một năm. Tiểu hành tinh 2008 TC3 là một vật thể có kích thước tương tự được phát hiện chưa đầy một ngày trước khi tác động đến Trái Đất vào ngày 7 tháng 10 năm 2008 và tạo ra một quả cầu lửa và thiên thạch rải rác ở Sudan.